# Colecția de Artă „Alexandru Bălintescu”
Colecția de Artă „Alexandru Bălintescu” este un muzeu județean din Costești, amplasat în Centrul cultural „Constantin Popian”. Colecția de artă a fost donată localității natale în 1970, de către Alexandru Bălintescu, și este expusă în patru săli de la etajul Centrului cultural "Constantin Popian" din Costești. Este alcătuită din lucrări de pictură ale lui Gheorghe Tomaziu, Rodion Gheorghiță, Florin Niculiu, Horia Bernea, Marin Gherasim, Horia Damian etc. și lucrări de sculptură aparținând artistului Gheorghe D. Anghel (1904 - 1966), unul dintre reprezentanții importanți ai școlii moderne de sculptură în România și prieten al colecționarului: Din viața unui geniu (triptic), Portretul lui Ștefan Luchian, Maternitate în genunchi, Muzica, Moartea poetului, Rugăciune, Valentin Gheorghiu. În fata muzeului este bustul lui Alexandru Bălintescu, realizat de Rodion Gheorghiță.
Muzeul este adăpostit în Căminul cultural din Costești.